# Pseudonympha swanepoeli
Pseudonympha swanepoeli är en fjärilsart som beskrevs av Van Son 1955. Pseudonympha swanepoeli ingår i släktet Pseudonympha och familjen praktfjärilar. Inga underarter finns listade.